# Oscar Anderle
Oscar Anderle Petri (Buenos Aires, Argentina, 11 de octubre de 1926-Buenos Aires, Argentina, 17 de febrero de 1988), fue un cantante de jazz y autor argentino de letras de canciones -generalmente baladas-. Fue el coautor de la mayoría de los éxitos interpretados por Roberto Sánchez, Sandro, quien aportaba la música de dichos temas. Además, fue representante del astro y su amigo personal. Falleció en Buenos Aires, Argentina, el 17 de febrero de 1988.

## Biografía
Desde muy joven estuvo ligado al mundo de la música y se había desempeñado como cantante del grupo "Jazz San Francisco", trabajó en la película Trompada 45 y más adelante se convirtió en el representante de Sandro, que incorporó a su repertorio muchas canciones compuestas sobre poesías de Anderle. Fue también productor de varias de las películas del cantante y luego de 15 años de trabajar junto a Sandro, se separaron. Anderle quería llevar a Sandro a Europa pero él no quiso. Una de las causas fue que Sandro tenía enferma a su madre.

## Filmografía
Banda musical
- Bajo bandera (1997) Quiero llenarme de ti
- Destino de un capricho (1972) Dame el Fuego de tu amor, Otra como tu, Tu Espalda y Tu Cabello, Fue en Jerusalén, Asi, Amarte es mi Castigo)

Composiciones
- Tú me enloqueces (1976)
- Crimen en el hotel alojamiento (1974)

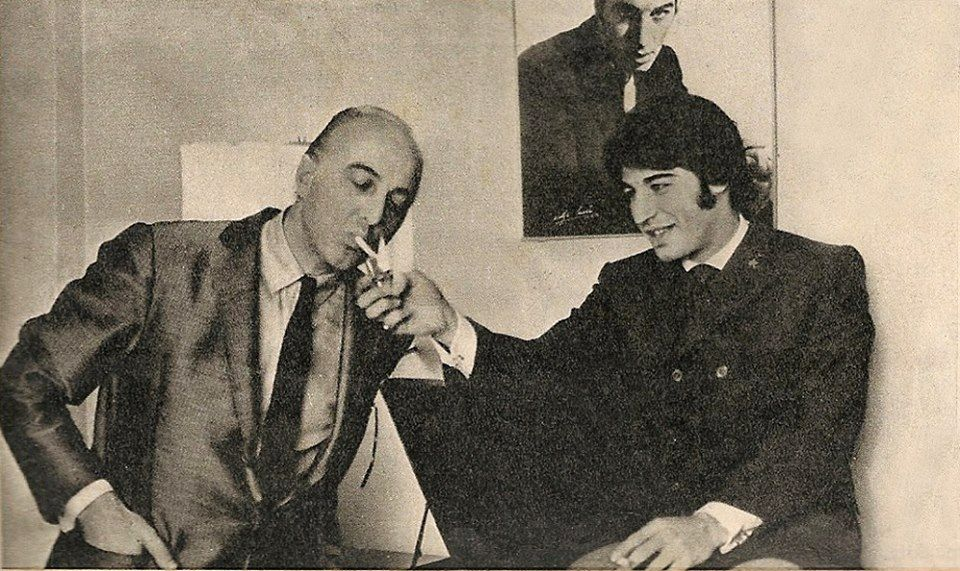
Anderle junto a su buen amigo Sandro.

- ¡Arriba juventud! (1971)

Tema musical
- Embrujo de amor (1971)
- Muchacho (1970)
- Gitano (1970)
- La vida continúa (1969)Anderle junto a su buen amigo Sandro.

Productor
- Operación rosa rosa (1974)
- El deseo de vivir (1973)
- Destino de un capricho (1972)
- Muchacho (1970)

Actor
- Trompada 45 (1953)

## Televisión
Libretista
- Los Archivos del Cardenal miniserie (1 episodio)
- Venganza (2011) ... (episodio "Dame fuego" )
- Los únicos (Serie) (1 episodio) (2011)
- Palermo Hollywood (episodio "Tengo", "La vida sigue igual")(2011)
- Mamitas (Serie) (episodio "Como lo hice yo") (1999)
- Señoras sin señores (Serie) (episodio "La vida sigue igual") (1998)

## Letras de canciones de Oscar Anderle
- Cómo te diré (Sandro - Anderle)
- Porque yo te amo (Sandro - Anderle)
- Dame el fuego de tu amor (Sandro - Anderle)
- Quiero llenarme de ti (Sandro - Anderle)
- Trigal (Sandro - Anderle)
- Rosa Rosa (Sandro - Anderle)
- Tengo (Sandro - Anderle)
- La vida sigue igual (Sandro - Anderle)
- Por algún camino (Sandro - Anderle)
- Voy a abrazarme a tus pies (Sandro - Anderle)
- Penas (Sandro - Anderle)
- Así (Sandro - Anderle)
- Las manos (Sandro - Anderle)
- Me amas y me dejas (Sandro - Anderle)
- Penumbras (Sandro - Anderle)
- Te propongo (Sandro - Anderle)
- Como lo hice yo (Sandro - Anderle)
- Al abrir la puerta (Sandro - Anderle)
- El maniquí (Sandro - Anderle)
- Se te nota (Sandro - Anderle)
- Una muchacha y una guitarra (Sandro - Anderle)
- Ave de paso (Sandro - Anderle)
- Con alma y vida (Sandro - Anderle)
- Te quiero tanto, amada mía (Sandro - Anderle)
- Guitarras al viento (Sandro - Anderle)
- Para Elisa (Sandro - Anderle)
- Señor cochero (Sandro - Anderle)
- La causa de este amor (Sandro - Anderle)
- Sin sentido (Sandro - Anderle)
- La vida continúa (Sandro - Anderle)
- Tiempo feliz (Sandro - Anderle)
- Mi viejo corazón (Sandro - Anderle)
- El hombre que perdió sus ilusiones (Sandro - Anderle)

## La poesía de Oscar Anderle
Fragmento de la letra de "Cómo te diré"

Cómo te diré,
que ya no hay leña en el árbol de la fe,
que la mortaja del recuerdo me probé,
que ya en la tumba del pasado me acosté.

Ay! Cómo te diré,
que aquel amor que había lo perdí,
ay! Cómo te diré,
que ya no quiero más saber de ti,
que ya ... que ya no quiero más saber de ti.

Oscar Anderle